# Sidi Meskine
Sidi Meskine (arabe : سيدي مسكين) est une ville du Nord-Ouest de la Tunisie, rattachée administrativement au gouvernorat de Jendouba.

## Toponymie
Le nom de la ville est composé de sidi (سيدي), signifiant « mon seigneur, monsieur », et de meskine (مسكين, miskīn), signifiant « pauvre ».

## Géographie
Sidi Meskine est une petite ville ferroviaire située sur la rive gauche de l'oued Medjerda, à une quinzaine de kilomètres au sud-ouest de Jendouba. Elle est traversée par la route nationale 6.

## Climat
Sidi Meskine possède un climat tempéré chaud (classification de Köppen Csa) ; la température moyenne annuelle est de 18,9 °C. La moyenne des précipitations annuelles est de 502 millimètres,.

## Histoire
À la fin du XIXe siècle, l'historien français René Cagnat identifie la cité romaine de Thunusuda avec les ruines de Sidi Meskine.
Sidi Meskine est proche des antiques cités de Bulla Regia et de Simitthus.